# Categorie catastali
Le categorie catastali sono le categorie di classificazione degli edifici, giuridicamente definiti come fabbricati, utilizzati dal catasto in Italia per determinare la rendita catastale. 
Le categorie furono introdotte con il regio decreto-legge 13 aprile 1939, n. 652, che riformò la disciplina relativa al catasto istituendo il catasto dei fabbricati, alla base del Nuovo Catasto Edilizio Urbano (NCEU). Le basi della loro definizione, nonché le modalità di calcolo sono riportate nel D.P.R. 1 dicembre 1949, n. 1142.
Gli immobili censiti nel Catasto dei terreni, invece, non posseggono categoria bensì qualità.

## Immobili a destinazione ordinaria

### Gruppo A
A/1 Abitazioni di tipo signorileUnità immobiliari appartenenti a fabbricati ubicati in zone di pregio con caratteristiche costruttive, tecnologiche e di rifiniture di livello superiore a quello dei fabbricati di tipo residenziale.
A/2 Abitazioni di tipo civileUnità immobiliari appartenenti a fabbricati con caratteristiche costruttive, tecnologiche e di rifiniture di livello rispondente alle locali richieste di mercato per fabbricati di tipo residenziale.
A/3 Abitazioni di tipo economicoUnità immobiliari appartenenti a fabbricati con caratteristiche di economia sia per i materiali impiegati che per la rifinitura, e con impianti tecnologici limitati ai soli indispensabili.
A/4 Abitazioni di tipo popolareUnità immobiliari appartenenti a fabbricati con caratteristiche costruttive e di rifiniture di modesto livello. Dotazione limitata di impianti quantunque indispensabili.
A/5 Abitazioni di tipo ultrapopolareUnità immobiliari appartenenti a fabbricati con caratteristiche costruttive e di rifiniture di bassissimo livello. Di norma non dotate di servizi igienico-sanitari esclusivi.
A/6 Abitazioni di tipo rurale
A/7 Abitazioni in villiniPer «abitazione in villino» o per «villino» si deve intendere un fabbricato, anche se suddiviso in più unità immobiliari, avente caratteristiche tipologiche e costruttive tipiche del «villino» nonché aspetti tecnologici e di rifinitura proprie di un fabbricato di tipo civile o economico e dotato, per tutte o parte delle unità immobiliari che lo compongono, di aree cortilizie coltivate o no a giardino (cfr. Circolare n. 5 della ex Direzione Generale del Catasto e dei SS.TT.EE. e Nota C1/1022 del 4 maggio 1994 della ex Direzione Centrale del Catasto, dei Servizi Geotopocartografici e della Conservazione dei RR.II.).
A/8 Abitazioni in villePer ville devono intendersi quegli immobili caratterizzati essenzialmente dalla presenza di parco e/o giardino, edificate in zone urbanistiche destinate a tali costruzioni o in zone di pregio con caratteristiche costruttive e di rifiniture, di livello superiore all'ordinario.
A/9 Castelli, palazzi di eminenti pregi artistici o storiciRientrano in questa categoria i castelli ed i palazzi eminenti che per la loro struttura, la ripartizione degli spazi interni e dei volumi edificati non sono comparabili con le Unità tipo delle altre categorie; costituiscono ordinariamente una sola unità immobiliare. È compatibile con l'attribuzione della categoria A/9 la presenza di altre unità, funzionalmente indipendenti, censibili nelle altre categorie.
A/10 Uffici e studi privatiRientrano in questa categoria quelle unità immobiliari che per tipologia, dotazione di impianti e finiture sono destinate all'attività professionale.
A/11 Abitazioni ed alloggi tipici dei luoghiBaite, baracche in zone terremotate, chalet, dammusi, rifugi di montagna, sassi materani, trulli, costruzioni nuragiche, ecc.)

### Gruppo B
B/1 Collegi e convitti, educandati; ricoveri; orfanotrofi; ospizi; conventi; seminari; caserme
B/2 Case di cura ed ospedali (senza fine di lucro)
B/3 Prigioni e riformatori
B/4 Uffici pubblici
B/5 Scuole e laboratori scientifici
B/6 Biblioteche, pinacoteche, musei, gallerie, accademie che non hanno sede in edifici della categoria A/9
B/7 Cappelle ed oratori non destinati all'esercizio pubblico del culto
B/8 Magazzini sotterranei per depositi di derrate

### Gruppo C
C/1 Locali commercialiNegozi e botteghe
C/2 Magazzini e locali di depositoInclude cantine, mansarde, solai e sottotetti accessibili. Fino a fine 2016 la cantina e/o il sottotetto assegnati a un alloggio venivano inseriti nella stessa planimetria dell’abitazione e valutati nella rendita come vani accessori. Con la circolare 2E/2016 dell’Agenzia delle Entrate, i nuovi locali di questa categoria che hanno un accesso autonomo, come le cantine di un condominio, devono essere accatastate separatamente. Va creato un nuovo subalterno e cambia la rendita catastale, in quanto si trasformano da vano accessorio dell’abitazione a vano principale del C/2.
C/3 Laboratori per arti e mestieri
C/4 Fabbricati e locali per esercizi sportivi (senza fine di lucro)la clausola senza fine di lucro viene solitamente interpretata per restringere la classificazione a locali interni a proprietà private o condomini, ad uso gratuito dei soli residenti. Un locale che venga concesso in uso a fruitori non residenti o associazioni, per quanto non a scopo di lucro, viene fatto ricadere nella categoria D/6.
C/5 Stabilimenti balneari e di acque curative (senza fine di lucro)
C/6 Stalle, scuderie, rimesse, autorimesse (senza fine di lucro)Include le autorimesse private comunemente detti box auto; i posti auto coperti e i posti auto scoperti.
C/7 Tettoie chiuse od aperte

## Immobili a destinazione speciale

### Gruppo D
D/1 Opifici
D/2 Alberghi e pensioni (con fine di lucro)
D/3 Teatri, cinematografi, sale per concerti e spettacoli e simili (con fine di lucro)
D/4 Case di cura ed ospedali (con fine di lucro)
D/5 Istituto di credito, cambio e assicurazione (con fine di lucro)
D/6 Fabbricati e locali per esercizi sportivi (con fine di lucro)vedi nota a C/4.
D/7 Fabbricati costruiti o adattati per le speciali esigenze di un'attività industriale e non suscettibili di destinazione diversa senza radicali trasformazioniSono strutture costruite specificatamente per il tipo di attività a cui sono destinate. Esempi sono gli impianti per i rifornimenti di carburante o gli impianti industriali.
D/8 Fabbricati costruiti o adattati per le speciali esigenze di un'attività commerciale e non suscettibili di destinazione diversa senza radicali trasformazioniGrandi negozi, centri commerciali.
D/9 Edifici galleggianti o sospesi assicurati a punti fissi del suolo, ponti privati soggetti a pedaggio
D/10 Fabbricati per funzioni produttive connesse alle attività agricole (fabbricati rurali)

## Immobili a destinazione particolare

### Gruppo E
E/1 Stazioni per servizi di trasporto, terrestri, marittimi ed aerei
E/2 Ponti comunali e provinciali soggetti a pedaggio
E/3 Costruzioni e fabbricati per speciali esigenze pubblicheCostruzioni e fabbricati per speciali esigenze pubbliche. Un esempio sono le Caserme dei Carabinieri.
E/4 Recinti chiusi per speciali esigenze pubbliche
E/5 Fabbricati costituenti fortificazioni e loro dipendenze
E/6 Fari, semafori, torri per rendere d'uso pubblico l'orologio comunale
E/7 Fabbricati destinati all'esercizio pubblico dei culti
E/8 Fabbricati e costruzioni nei cimiteri, esclusi i colombari, i sepolcri e le tombe di famiglia
E/9 Edifici a destinazione particolare non compresi nelle categorie precedenti del gruppo E

## Entità urbane

### Gruppo F
F/1 Aree urbaneArea di corte urbana che, per qualche motivo (di solito per effettuare una successiva compravendita), non sono legate ad alcuna unità immobiliare appartenente agli altri gruppi; aree in precedenza occupate da unità immobiliari demolite totalmente.
F/2 Unità collabentiUnità immobiliari che, prese nello stato in cui si trovano, non sono in grado di produrre reddito: unità immobiliari fatiscenti o inagibili; unità immobiliari demolite parzialmente, ruderi, unità con tetto crollato e inutilizzabili.
F/3 Unità in corso di costruzione
F/4 Unità in corso di definizioneSono il corrispondente delle F/3 per la denuncia di variazione: frazionamento di ville da cui sono ricavati appartamenti per i quali non siano ancora definiti la forma e/o il numero delle unità immobiliari e per i quali è necessario addivenire a un atto di compravendita; porzioni di unità immobiliari non produttive di reddito (stanze scorporate da un appartamento per essere compravendute).
F/5 Lastrici solariUnità immobiliari, appartenenti ad una ditta diversa da quella del piano sottostante, istituite per poter procedere alla sua edificazione o alla sua compravendita.
F/6 Fabbricato in attesa di dichiarazioneCircolare 1/2009 Agenzia del Territorio.
F/7 Infrastrutture di reti pubbliche di comunicazioneCircolare n.18/E/2017 dell’Agenzia delle Entrate.